# Ирина Ектова
Ирина Ектова (рус. Ирина Андреевна Эктова (рођ. Литвиненко); Петропавловск; 8. јануар 1987) је казахстанска атлетичарка специјалиста за троскок.

## Спортска биографија
Ирина Ектова је интернационални мајстор спорта Казахстана. Члан је атлетског клуба "Оружаних снага Републике Казахстан."
Двострука је учесница Олимпијских игара 2008 у Пекингу и 2012. у Лондону. На светским првенствима на отвореном учествовала је 4 пута: у Берлину (2009) , Тегуу (2011), Москви (2013) и Пекингу (2015) и једном на дворанским првенству у Истанбулу (2012). Све медаље освајала је само на азијским првенствима и играма.

## Породица
Ирина се удала за Јевгенија Ектова атлетичара, вишеструког победника азијских првенстава у троскоку. Године 2010. добили су кћерку Јану.

## Значајнији резултати
| Датум                  | Такмичење                   | Град                          | Пласман                | Резултат м             | Детаљи                                |
| Представљала Казахстан | Представљала Казахстан      | Представљала Казахстан        | Представљала Казахстан | Представљала Казахстан | Представљала Казахстан                |
| ---------------------- | --------------------------- | ----------------------------- | ---------------------- | ---------------------- | ------------------------------------- |
| 2006.                  | Светско јуниорско првенство | Пекинг (Кина)                 | 14.                    | 12,94                  |                                       |
| 2007.                  | Азијско првенство           | Аман (Јордан)                 |                        | 13,80                  |                                       |
| 2007.                  | Универзијада                | Бангкок (Тајланд)             | 13.                    | 13,22                  |                                       |
| 2007.                  | Азијске игре у дворани      | Макао                         |                        | 13,56                  |                                       |
| 2008.                  | Олимпијске игре             | Пекинг (Кина)                 | 32.                    | 12,92                  |                                       |
| 2009.                  | Универзијада                | Београд (Србија)              | 4.                     | 13,85                  |                                       |
| 2009.                  | Светско првенство           | Берлин (Немачка)              | 23.                    | 13,82                  |                                       |
| 2009.                  | Азијске игре у дворани      | Ханој (Вијетнам)              |                        | 13,87                  |                                       |
| 2009.                  | Азијско првенство           | Гуангџоу (Кина)               |                        | 13,99                  |                                       |
| 2011.                  | Азијско првенство           | Кобе (Јапан)                  | 6.                     | 13,88                  |                                       |
| 2011.                  | Универзијада                | Шенџен (Кина)                 | 13.                    | 13,22                  |                                       |
| 2011.                  | Светско првенство           | Тегу (Јужна Кореја)           | 17.                    | 14,01                  |                                       |
| 2012.                  | Светско првенство у дворани | Истанбул (Турска)             | 16.                    | 13,70                  |                                       |
| 2012.                  | Олимпијске игре             | Лондон (Уједињено Краљевство) | 31.                    | 13,39                  |                                       |
| 2013                   | Универзијада                | Казањ (Русија)                | 4.                     | 14,13                  |                                       |
| 2013                   | Азијско првенство           | Пуна (Индија)                 |                        | 13,75                  |                                       |
| 2013                   | Светско првенство           | Москва (Русија)               | 18.                    | 13,37                  | Архивирано на веб-сајту (8. мај 2016) |
| 2014                   | Азијско првенство у дворани | Хангџоу (Кина)                | 6.                     | 13,09                  |                                       |
| 2014                   | Азијске игре                | Инчон (Јужна Кореја)          |                        | 13,77                  |                                       |
| 2015                   | Азијско првенство           | Вухан (Кина)                  | 5.                     | 13,27                  |                                       |
| 2015                   | Универзијада                | Квангџу (Јужна Кореја)        | 16.                    | 13,45                  |                                       |
| 2015                   | Светско првенство           | Пекинг (Кина)                 | 17.                    | 13,61                  | Архивирано на веб-сајту (4. јун 2016) |
| 2016                   | Азијско првенство у дворани | Доха (Катар)                  |                        | 13,48                  |                                       |

## Лични рекорди
на отвореном
- 14,48 — Алмати, 27, јул 2011.

у дворани
- 14,09 — Катраганди, 27. јамуар 2012.